# Der' hul midt i spanden
"Der' hul midt i spanden" er en traditionel cyklisk sang af ukendt komponist. En populær dansk version er indspillet af Dirch Passer og Lily Broberg, men sangen findes på mange sprog, herunder engelsk, tysk og hollandsk. En kendt version på engelsk er en indspilning fra 1960 af Harry Belafonte og Odetta.
Sangen er opbygget af strofer på 4 vers, hvor to parter (ofte en kvinde og en mand) synger skiftevis til hinanden. Manden har et problem, han spørger, hvordan det kan løses, hvorefter kvinden svarer ham.
Det cykliske består i, at for at løse problemet, ender det med, at man skal bruge den første genstand (spanden, der jo som bekendt har et hul), hvilket leder til at gentage hele sangen igen og igen: Der er hul i spanden; for at reparere det må man bruge nogle strå; for at gøre stråene korte nok må en kniv bruges; for at slibe kniven behøves en sten; stenen skal være våd og skal derfor vandes; for at få vand må man nødvendigvis bruge spanden.
| Musik | Spire Denne musikartikel er en spire som bør udbygges. Du er velkommen til at hjælpe Wikipedia ved at udvide den. |